# Maravillas de Jesús
María de las Maravillas de Jesús, OCD, rodným jménem María de las Maravillas Pidal Chico de Guzmán (4. listopadu 1891 Madrid – 11. prosince 1974 Getafe) byla španělská římskokatolická řeholnice Řádu bosých karmelitek. Katolická církev ji uctívá jako světici.

## Život
Narodila se jako poslední ze čtyř dětí v Madridu dne 4. listopadu 1891 a pokřtěna byla 12. listopadu téhož roku v místním farním kostele San Sebastian. Její otec Luis Pidal i Mon (†1913), druhý markýz z Pidalu, byl prvním ministrem rozvoje a později národním velvyslancem při Svatém stolci, matkou byla Cristina Chico de Guzman i Munoz. Její babička z matčiny strany (†1914) jí vyprávěla životy svatých. Zvláště si oblíbila život sv. Anežky Římské. V roce 1903 přijala jezuitského kněze Juana Francisca Lopeze jako svého duchovního vůdce.
Roku 1896 přijala svátost biřmování a téhož roku učinila soukromý slib panenství. Roku 1902 přijala první svaté přijímání. Rozhodla se stát řeholnicí a roku 1918 jí k tomu matka dala požehnání. Dne 12. října 1919 vstoupila k bosým karmelitkám v Madridu a přijala řeholní jméno María de las Maravillas de Jesús. Dne 7. května 1920 složila své první dočasné řeholní sliby. V roce 1923 se rozhodla založit klášter v Getafe poblíž památníku Cerro de los Ángeles. Madridský biskup byl nápadem nadšen a 19. května 1924 se ona a další tři řeholnice na krátkou dobu usadily v domě v Getafe, zatímco čekaly na stavbu kláštera. Dne 30. května 1924 tam složila doživotní řeholní sliby. V červnu roku 1926 byla jmenována převorkou kláštera El Cerro v Madridu, kam se téhož roku přestěhovala. Dne 15. září 1932 ji biskup diecéze Vijayapuram v Indii požádal, aby tam založila karmelitánský klášter a dne 11. září 1933 tam bylo vysláno osm řeholnic, aby se tam usadily. Ona sama by odešla, ale nebylo jí to umožněno.
Poté, co započalo ve Španělsku roku 1931 protikatolické pronásledování, trávila dlouhé noci na modlitbách. Měla starost o jí svěřené sestry, pročež si zažádala u papeže Pia XI. povolení opustit se svou komunitou klášter a uchýlit se do bezpečí, pokud to bude nutné. Dne 22. července 1936 musela spolu s ostatními sestrami klášter opustit a poté spolu s nimi našla ubytování u sester uršulinek v Getafe. Poté uprchla do bytu na Calle Claudio Coello v Madridu, kde strávila čtrnáct měsíců. V září 1937 mohla Madrid opustit. Spolu s komunitou sester se pak vydala na puť do Lurd ve Francii, kam dorazila 16. září 1937. Poté se vrátila zpět do Španělska, kde se 28. září téhož roku usadila v Las Batuecas v Salamance, kde bylo místo získáno ještě za občanské války. Tam na žádost místního biskupa založila nový klášter. V březnu roku 1939 se vrátila do Cerro de los Ángeles, aby tam obnovila klášter a pokračovala v zakládání řeholních domů v Toledu v roce 1960 a v Malaze v roce 1964.
Během svého života založila řadu dalších klášterů, jako je klášter v Mancera de Abajo v provincii Salamanca založený roce 1944, klášter v Duruelo v provincii Ávila založený v roce 1947, klášter v Arenas de San Pedro v provincii Ávila založený v roce 1954 nebo klášter San Calixto v pohoří Córdoba založený v roce 1956. Roku 1958 také založila klášter ve čtvrti Aravaca v Madridu a roku 1961 klášter La Aldehuela v Getafe v autonomním společenství Madrid, kde byla zvolena jako převorka a žila tam až do své smrti.
Po záchvatu zápalu plic na Velký pátek v roce 1967 byla upoutána na lůžko. Dne 7. listopadu 1962 utrpěla srdeční infarkt a další prodělal 27. října 1972. Dne 8. prosince 1974 přijala svátost nemocných a poslední svaté přijímání. Zemřela dne 11. prosince 1974 v La Aldehuela v Getafe ve svém klášteře, ve kterém jsou také uchovávány její ostatky.

## Úcta
Její beatifikační proces započal dne 19. června 1980 čímž obdržela titul služebnice Boží. Dne 17. prosince 1996 ji papež sv. Jan Pavel II. podepsáním dekretu o jejích hrdinských ctnostech prohlásil za ctihodnou. Dne 18. prosince 1997 byl uznán první zázrak na její přímluvu, potřebný pro její blahořečení.
Blahořečena pak byla dne 10. května 1998 na Svatopetrském náměstí papežem sv. Janem Pavlem II. Dne 23. dubna 2002 byl uznán druhý zázrak na její přímluvu, potřebný pro její svatořečení. Svatořečena pak byla dne 4. května 2003 na Plaza de Colón v Madridu papežem sv. Janem Pavlem II.
Její památka je připomínána 11. prosince. Bývá zobrazována v řeholním oděvu.